# الانى (جبلة)

تعديل مصدري - تعديل

الانى محلة تابعة لقرية السهالة، التابعة لعزلة الاصابح بمديرية جبلة إحدى مديريات محافظة إب في الجمهورية اليمنية، بلغ تعداد سكانها 63 حسب تعداد اليمن لعام 2004.